# Мозер-Прёль, Аннемари
Аннемари Мо́зер-Прёль (нем. Annemarie Moser-Pröll; род. 27 марта 1953[…], Клайнарль, Зальцбург) — австрийская горнолыжница, олимпийская чемпионка 1980 года в скоростном спуске, 5-кратная чемпионка мира (1972, 1978 — в комбинации, 1974, 1978 и 1980 — в скоростном спуске), 6-кратная обладательница Кубка мира (1971—1975, 1979) — рекорд среди женщин.

## Биография

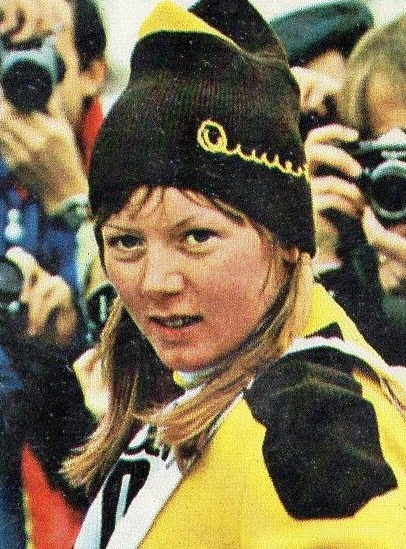
Аннемари Прёль в 1972 году

После пяти подряд побед в Кубке мира Аннемари полностью пропустила сезон 1975/76, включая Олимпийские игры в Инсбруке, для того, чтобы быть рядом с отцом, у которого диагностировали рак лёгкого. После смерти отца в июне 1976 года вернулась к тренировкам и соревнованиям и два сезона подряд становилась второй в Кубке мира, а также выиграла два золота на чемпионате мира 1978 года. В 1979 году завоевала свой шестой в карьере Большой Хрустальный глобус за победу в Кубке мира.
За карьеру выиграла 62 этапа Кубка мира, более 35 лет Аннемари являлась рекордсменкой женского Кубка мира по этому показателю, пока в январе 2015 года её достижение не превзошла американка Линдси Вонн (родившаяся уже после того, как Мозер-Прёль завершила карьеру). Позднее достижение Мозер-Прёль превзошла и Микаэла Шиффрин.
7 раз (рекорд среди женщин и мужчин) признавалась лучшей спортсменкой года в Австрии (1973—1975, 1977—1980).
Мозер-Прёль завершила карьеру в возрасте 27 лет через несколько недель после Олимпийских игр 1980 года, после чего управляла собственным кафе под названием Weltcup-Café Annemarie в родном Клайнарле.
Аннемари вышла замуж в 1974 году за Херберта Мозера и взяла двойную фамилию, в 1982 году у пары родилась дочь Марион, в 2003 году Аннемари стала бабушкой. В 2008 году через несколько месяцев после смерти мужа Аннемари продала своё кафе.
Младшая сестра Аннемари Корнелия Прёль (род. 1961) также занималась горнолыжным спортом и участвовала в зимних Олимпийских играх 1980 года в Лейк-Плэсиде (22-е место в скоростном спуске, который выиграла Аннемари). На счету Корнелии одна победа на этапе Кубка мира в скоростном спуске в январе 1981 года.

## Результаты на крупнейших соревнованиях

### Зимние Олимпийские игры
| Олимпийские игры | Скоростной спуск | Супергигант  | Гигантский слалом | Слалом       | Комбинация   |
| ---------------- | ---------------- | ------------ | ----------------- | ------------ | ------------ |
| 1972 Саппоро     | 2                | н/д          | 2                 | 5            | н/д          |
| 1976 Инсбрук     | не выступала     | не выступала | не выступала      | не выступала | не выступала |
| 1980 Лейк-Плэсид | 1                | н/д          | 6                 | DNF1         | н/д          |